# Chorisoneura africana
Chorisoneura africana es una especie de cucaracha del género Chorisoneura, familia Ectobiidae. Fue descrita científicamente por Borg en 1902.
Habita en Camerún.